# 크산텐의 노르베르토
크산텐의 성 노르베르토(라틴어: Sanctus Norbertus, 1080년경 - 1134년 6월 6일) 또는 노르베르트 폰 크산텐(독일어: Norbert von Xanten)은 로마 가톨릭교회의 주교이자 성인이며, 의전수도회인 프레몽트레회의 창설자이다.

## 생애와 활동
노르베르토는 쾰른 선제후령 베젤 인근의 라인 왼쪽 기슭에 있는 크산텐에서 태어나 자랐으며, 교육도 받았다. 그의 아버지는 제넵 백작 헤르베르트이며, 로렌 가문 출신으로 독일 황실과 친척 관계였다. 모친은 기즈의 헤드비지스이다. 노르베르토는 가문의 영향력으로 크산텐에 있는 본당으로부터 재정적 지원을 받아 교회에서 일하게 되었다. 그의 유일한 업무는 교회에서 성무일도를 노래로 바치는 것뿐이었다.
하지만 노르베르토는 사제로 서품받는 것을 계속 회피하였으며, 1113년에는 캉브레의 교구장 주교 서임을 제의받았으나 역시 거절하였다. 하루는 말을 타고 인근의 브레덴으로 갔는데, 갑자기 태풍이 불면서 번개가 그가 탄 말의 발에 내리쳤다. 이에 놀란 말이 날뛰자 노르베르토는 말에서 굴러 떨어져 거의 한 시간 동안 의식을 잃은 채 누워 있었다. 거의 죽을 뻔한 사고를 겪은 이후 그의 신앙심은 훨씬 깊어졌다. 그는 궁정 사제로 초빙하려는 하인리히 5세 황제의 요청을 거절하고 참회의 삶을 살고자 크산텐으로 돌아가서 그곳 수도원의 아빠스 코노의 지도를 받았다. 1115년 코노가 아빠스직에서 물러나자 노르베르토는 퓌어스텐베르크에 수도원을 설립하고서 자신의 재산 일부와 함께 코노와 그의 베네딕토회 후계자들에게 양도하였다. 당시 노르베르토의 나이는 35세였다. 그 후 노르베르토는 사제 서품을 받았다. 노르베르토는 특히 성체와 성모 마리아에 대한 신심이 지극하였다.
한편 그는 금욕주의를 매우 극단적으로 실천했기 때문에, 그로 인하여 그의 첫 제자 세 명이 견디지 못하고 죽고 말았다. 또한, 그는 크산텐의 의전사제단을 쇄신하고자 시도했지만 실패로 돌아갔다. 1118년 프리츨라르에서 열린 교회회의에서 노르베르토의 쇄신안을 거부했기 때문이다. 이에 노르베르토는 자신의 성직록을 반납하고 전재산을 매각하여 얻은 대금을 가난한 사람들에게 나누어 주었다. 그는 교황 젤라시오 2세를 알현하여 순회 사제가 되는 것을 허락받았다. 그리하여 노르베르토는 오늘날의 독일 서부와 벨기에, 프랑스 북부에 해당하는 지역을 두로 돌아다니면서 사람들을 상대로 설교하였으며 많은 기적을 행하였다. 그는 방문하는 곳마다 타락한 성직자들을 보게 되었는데, 이들은 고독함에 빠진 상태에서 종종 부적절한 내연관계를 맺고 있었으며, 교회에 대한 애정이 식어 교회가 자신들을 전혀 돌보지 않는다고 생각하고 있었다.
파리에서, 그는 성 빅토르의 신조를 직접 볼 수 있었을 것이다. 성 빅토르는 윌리엄의 금욕주의를 받아들였던 성인이다. 클레르보와 시토에서, 그는 수도사들 세계에 있었던 시토 수도회의 개혁을 볼 수 있었을 것이다. 노르베르토는 파리에서 샹파뉴의 기욤의 금욕주의를 수용한 성 빅토르 의전사제단을 직접 목격했던 것으로 보인다. 그리고 클레르보와 시토에서 그는 시토회의 수도원 개혁도 목격했던 것으로 보인다. 그는 상당한 중압집권을 가진 국제 수도원 연맹을 창설시킨 시토회의 뛰어난 행정체제를 배우게 되었다. 특히 시토회의 《사랑의 장》에 적힌 개혁 목록은 노르베르토 자신의 향후 활동에 지대한 영향을 끼쳤다.

## 프레몽트레회 의전수도회

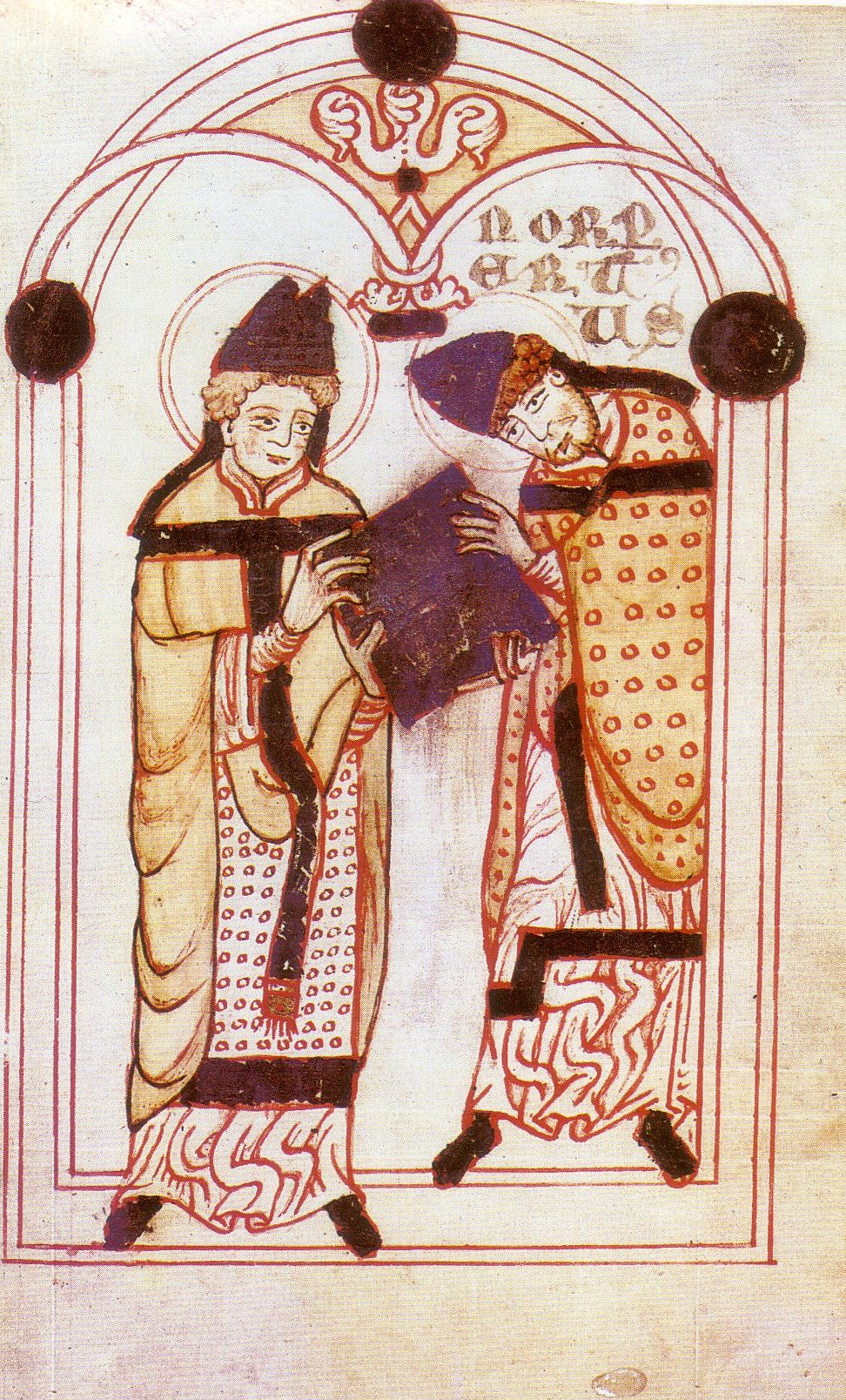
성 아우구스티노(왼쪽)로부터 아우구스티노 수도규칙을 받는 성 노르베르토(오른쪽)를 묘사한 12세기 《성 노르베르토의 생애》(Vita Sancti Norberti) 필사본 삽화.

1119년 10월 랭스 교회회의에서 교황 갈리스토 2세는 노르베르토에게 프랑스 라온에 수도회를 설립할 것을 요청하였다. 그리하여 1120년 예수 성탄 대축일에 노르베르토는 프레몽트레회 의전수도회를 창설하였다. 노르베르토는 라온 교구장 주교에게 하사받은 프레몽트레라는 이름의 숲 속 계곡을 거주지로 선택하였다. 그의 첫 제자 13명 중에는 포세스의 복자 위그, 성 에버모드, 니벨레스의 안토니오, 라온의 랄프 등도 포함되어 있었다. 다음해에 그의 공동체는 40명으로 늘어났다. 그들은 모두 수도자로 서원하고 프레몽트레회를 창설하였다. 이 신생 수도회는 나무와 진흙으로 오두막을 짓고 살았다. 당초에 그들은 성 요한 세례자 경당 인근에 수도회 본원을 짓기로 계획을 세웠지만, 곧 많은 수의 서원자가 들어오게 되면서 큰 성당과 수도원을 세우게 되었다. 노르베르토는 성당 안에 봉안할 성유해들을 얻기 위해 쾰른으로 가게 되었는데, 꿈 속에서 성녀 우르술라와 그녀의 동지들, 성 제레온, 기타 순교자들을 만나 그들에게 성유해가 매장된 장소의 위치를 듣고 발견했다고 전해진다. 1125년 교황 호노리오 2세는 프레몽트레회의 규칙석을 인가하였다.
노르베르토는 독일, 프랑스, 벨기에, 트란실바니아 등지에서 지지자들을 얻어 플로르프, 비비에르, 생조스, 아르덴, 큐시, 라온, 리에주, 앤트워프, 카펜베르크, 그로스바다인(오늘날의 오라데아) 등지에 수도원 분원을 세웠다. 샹파뉴의 테오발드 2세 백작 역시 프레몽트레회에 입회하기를 희망했지만, 노르베르토는 그에게 평신도로 남아 결혼할 것을 권고하였다. 노르베르토는 몇 가지 규칙을 세우고, 수도회의 하얀색 수도복을 테오발드 백작에게 수여하였다. 그리하여 1122년 프레몽트레회 제3회가 생기게 되었다. 노르베르토는 프랑스, 벨기에, 독일 전역을 돌아다니면서 사람들을 가르쳤으며, 탄켈름의 요청에 따라 앤트워프에 퍼진 성체성사에 대한 이단적 사상과의 영적 전투에 참여해 승리를 거두었다. 이러한 연유로 노르베르토는 ‘앤트워프의 사도’라는 별명이 붙게 되었다.
1126년 교황 호노리오 2세는 노르베르토를 마그데부르크의 대주교로 서임하였다. 대주교로 착좌한 노르베르토는 먼저 자신이 보기에 지나치게 나태하고 어설픈 대교구 내 규율에 대한 개혁에 착수했으며, 이에 대한 반발로 그에 대한 암살 기도가 여러 차례 있었다. 특히 그는 세속 권력에 맞서 교회의 권리를 보호하는데 앞장섰다.
1130년 교황 인노첸시오 2세의 선출로 인하여 교회가 분열되자, 노르베르토는 정통 교황인 인노첸시오 2세를 지지한 반면 대립교황 아나클레토 2세는 반대하였다. 말년에 노르베르토는 신성 로마 제국 황제인 로타르 2세의 총리 겸 자문을 맡아 1133년 황제에게 군대를 이끌고 로마로 가서 인노첸시오 2세를 교황으로 복권시키게끔 설득하였다.

## 공경

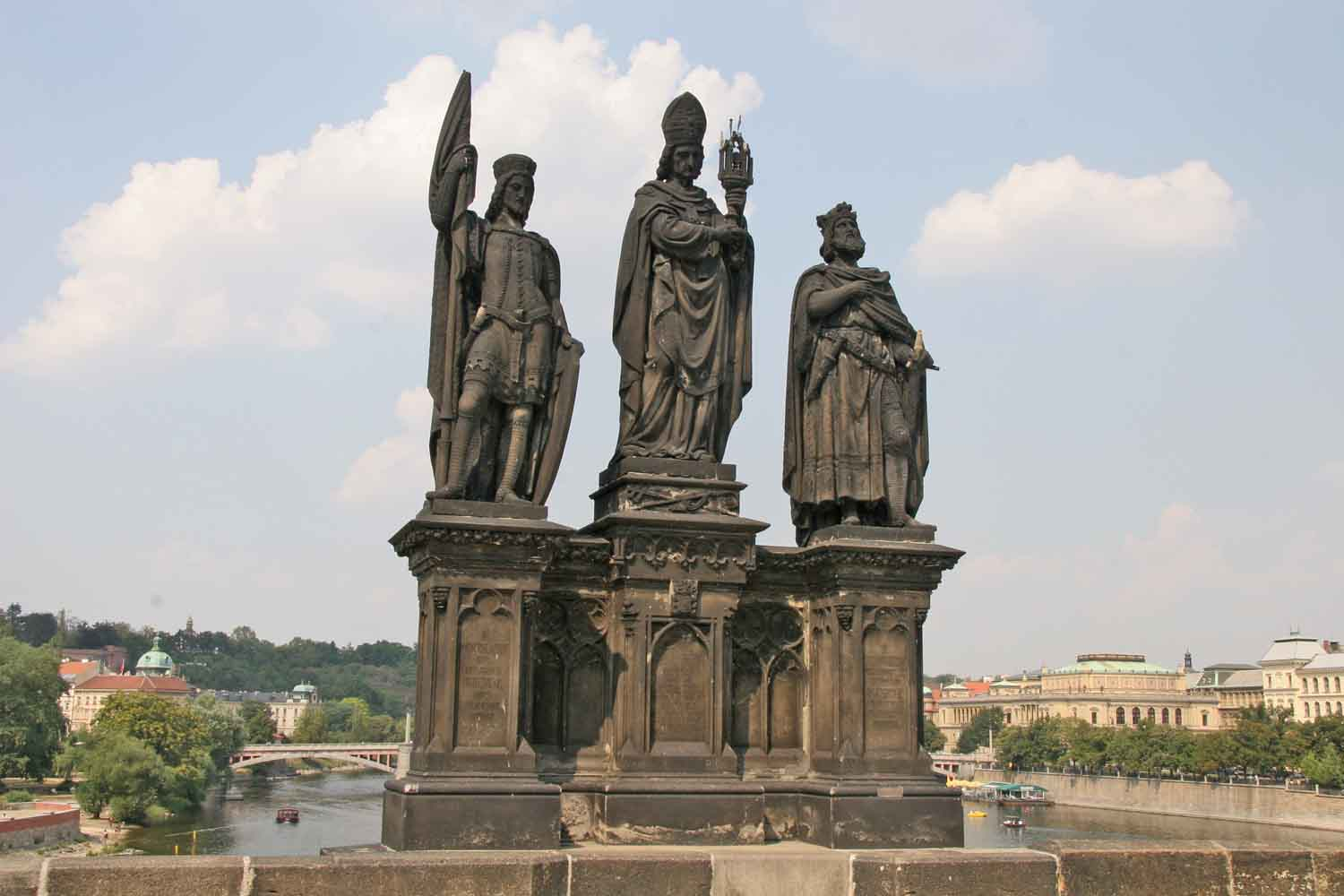
체코 프라하 카를교에 있는 성 노르베르토 성상(가운데)

1134년 6월 6일 노르베르토가 마그데부르크에서 선종하자 주교좌 성당 의전사제단과 성 마리아 대수도원 의전사제단 모두 노르베르토의 유해를 요구하였다. 이에 양측은 로타르 3세에게 중재를 요청하였으며, 로타르 3세는 최종적으로 프레몽트레회 대수도원의 손을 들어주었다. 1524년 마르틴 루터가 오게 되면서 마그데부르크는 프로테스탄트의 영향력 아래 놓이게 되었다. 이에 수세기에 걸쳐 프라하의 스트라호프 수도원은 성인의 유해를 가져가려는 시도를 하였으나 번번이 실패로 끝났다. 그러다가 페르디난트 2세가 이끈 군대의 힘을 빌어 프로테스탄트군을 수차례 격파한 끝에 비로소 유해를 양도받아 프라하로 이장되어 오늘날까지 이르고 있다. 현재 노르베르토의 유해는 전면이 유리로 된 무덤에 오토 아이콘 형태로 전시되어 있다.
노르베르토는 1582년 교황 그레고리오 13세에 의해 성인으로 시성되었으며, 바티칸 성 베드로 광장을 에워싼 주랑을 장식한 성상 중 하나가 바로 그의 모습을 새긴 성상이다.

## 같이 보기
- 독일의 로마 가톨릭교회